# Région de Bruxelles-Capitale
Pour les articles homonymes, voir Bruxelles (homonymie).
Pour la station de radio, voir Radio Bruxelles Capitale.
Ne doit pas être confondu avec la région bilingue de Bruxelles-Capitale de l'article 4 de la constitution.
La Région de Bruxelles-Capitale (/ʁeʒjɔ̃ də bʁysɛlkapital/  ; en néerlandais : Brussels Hoofdstedelijk Gewest, /ˈbrʏsəls ˌɦoːf(t)ˈsteːdələk ɣəˈʋɛst/ ), ou Région bruxelloise, est l'une des trois régions qui composent la Belgique. Elle ne doit pas être confondue avec la ville de Bruxelles, qui n'est qu'une des dix-neuf communes de la région de Bruxelles-Capitale, ni avec la région bilingue de Bruxelles-Capitale (article 4 de la Constitution belge).
La région compte 1 250 862 habitants au 1er janvier 2025. Elle a ses propres gouvernement et parlement et dispose de pouvoirs internationaux économiques et financiers, ainsi que d'un pouvoir sur les échanges estudiantins. L'agglomération bruxelloise s'étend au-delà des dix-neuf communes composant la région de Bruxelles-Capitale et compte une population légèrement supérieure à 2 050 000 habitants, ce qui en fait la seizième agglomération européenne en importance.
Le gouvernement fédéral et le parlement fédéral belges, dont les compétences s'exercent sur toute la Belgique, siègent également à Bruxelles-Capitale, de même que les institutions de l'Union européenne et l'administration de l'OTAN. Cela fait de cette région une capitale internationale et cela explique que, dans le monde, on dit couramment « Bruxelles » en identifiant la région avec la Belgique ou avec l'Union européenne. Le gouvernement flamand, qui gère les compétences régionales et communautaires sur le territoire de la Région flamande et les compétences communautaires unilingues pour les néerlandophones de la Région bruxelloise, et le gouvernement de la Fédération Wallonie-Bruxelles ont leurs sièges sur le territoire de la Ville de Bruxelles.
Si on la compare à la plupart des régions d'Europe, Bruxelles-Capitale dispose d'un territoire relativement réduit, sa superficie étant de 161,38 km2. La région est enclavée en Région flamande, mais distincte de celle-ci. Bruxelles-Capitale recense 7 504 habitants par kilomètre carré au 1er janvier 2020. Elle constitue le premier bassin d'emploi de Belgique, en particulier dans le secteur tertiaire, malgré un taux de chômage de 16,9 % en novembre 2017. Bruxelles-Capitale est classée deuxième centre industriel de Belgique après Anvers.
La fleur stylisée représentée sur le drapeau officiel bruxellois est un iris des marais. La fête de l'iris est d'ailleurs fête régionale de la région et a lieu le 8 mai.

## Géographie
Le point le plus haut de la région Bruxelloise se trouve en forêt de Soignes, à Uccle, à proximité de la Drève de Lorraine.

## Historique
À l'instar des Communautés, les trois Régions de Belgique furent officiellement créées par une loi spéciale promulguée le 24 décembre 1970 lors de la première réforme de l’État. Celle-ci révise la Constitution belge, notamment avec l'article 3 qui divise le Royaume en trois régions administratives : la Région flamande, la Région wallonne et une  « Région bruxelloise », nommée initialement « Agglomération bruxelloise ». Cependant, à la suite de l'échec de la mise en pratique du pacte d'Egmont et des accords du Stuyvenberg en 1978, la loi spéciale du 8 août 1980 créant les institutions régionales ne comportait aucune disposition relative à la Région bruxelloise, ceci en raison de l'impossibilité de dégager un accord politique à son propos.
Ce n'est qu'en 1988 qu'un accord est trouvé, aboutissant à la loi spéciale du 12 janvier 1989 qui crée la Région de Bruxelles-Capitale, officiellement bilingue (français et néerlandais). Le bilinguisme a été reconnu dans l'Arrondissement administratif de Bruxelles-Capitale par la loi du 2 août 1963, après la création de la frontière linguistique un an plus tôt. Encerclées par la province du Brabant, les dix-neuf communes de la région furent « extraprovincialisées » et rattachées uniquement à celle-ci lors de la quatrième réforme de l'État et de la scission de la province de Brabant le 1er janvier 1995.

### Évolution linguistique
À l'origine, la langue de la population était le brabançon, variante locale du domaine linguistique néerlandophone. Mais, au cours des XIXe et XXe siècles, on constate une montée de la langue française. Bruxelles est devenue bilingue, voire multilingue, avec le français pour langue majoritaire et lingua franca, langue de convergence entre les différentes communautés linguistiques. À côté d'une immigration française et wallonne, cette progression du français s'explique avant tout par la conversion linguistique de la population flamande au cours des générations.
La francisation démarra graduellement au XVIIIe siècle, mais ne prit toute son ampleur que lorsque la Belgique devint indépendante et que le nombre d'habitants de la nouvelle capitale s'accrut rapidement,. Le recul massif du dialecte brabançon, communément appelé dialecte flamand,, ne commença que dans la seconde moitié du XIXe siècle. Le français — seule langue officielle en dépit de la majorité flamande — était la langue des tribunaux, de l'administration, de l'armée, de la culture, des médias et de l'enseignement. En tant que langue du pouvoir économique et politique, et des échanges internationaux à l'époque,, le français était considéré comme absolument nécessaire pour progresser socialement. Aussi, à  partir de 1880, constate-t-on une véritable explosion de bilingues au détriment des néerlandophones unilingues.
Le néerlandais ne se transmettait plus à la génération suivante, ce qui a eu pour effet une augmentation considérable du nombre des francophones unilingues après 1910. Aussi, à partir des années 1960, à la suite de la fixation de la frontière linguistique et de l'essor économique de la Région flamande, la francisation des néerlandophones a stagné. Durant la seconde partie du XXe siècle, Bruxelles devint progressivement une ville d'échanges internationaux, ce qui contribua à un afflux d'immigrants qui favorisèrent l'émergence du français ainsi que d'autres langues étrangères aux dépens du néerlandais. Simultanément, à la suite de l'urbanisation, un nombre supplémentaire de communes précédemment néerlandophones de la périphérie bruxelloise devinrent majoritairement francophones,. Ce phénomène, connu en Flandre comme la « tache d'huile », constitue, en même temps que la question du statut de Bruxelles, un des principaux sujets de contentieux de la politique belge,,.

### Régionalisation entravée
Lors de la révision constitutionnelle de 1970, un article 107 quater nouveau ajouté à celle-ci prévoit la création de trois régions et confie à la loi spéciale le soin de le concrétiser. Cependant, à la suite de l'échec de la mise en pratique du pacte d'Egmont et des accords du Stuyvenberg en 1978, la loi spéciale du 8 août 1980 créant les institutions régionales ne comportait aucune disposition relative à la Région bruxelloise, ceci en raison de l'impossibilité de dégager un accord politique à son propos.
La Région bruxelloise fut ensuite « mise au frigo » pendant huit ans, période pendant laquelle c'est une loi de juillet 1979 qui continua à s'appliquer. En vertu de cette loi, Bruxelles était dirigée par un comité ministériel de trois membres, un ministre et deux secrétaires d'État, responsables devant le Parlement national, tandis que l'agglomération bruxelloise créée en 1971 continuait à s'occuper de la gestion des dix-neuf communes de la ville, principalement pour la propreté publique et les grandes voiries. Les communes conservaient néanmoins leurs autorités élues, bourgmestres, échevins et conseillers communaux avec des pouvoirs dans l'urbanisme, qui s'enchevêtraient avec ceux du gouvernement.
La « mise au frigo » de Bruxelles, de 1970 à 1978, aura des conséquences importantes, puisque pendant huit ans, la ville ne peut développer une politique propre. Pendant cette période, également, la solution institutionnelle sembla s'éloigner. Les partis néerlandophones étaient réticents à voir dans Bruxelles une région à part entière et semblaient favoriser une gestion conjointe par les deux communautés ou directement par l'État fédéral. Les partis francophones, quant à eux, ne semblaient pas avoir de vision claire des structures à donner à la Région et au fonctionnement de celles-ci, notamment sur la question de la parité linguistique, avec, dans une certaine mesure, une opposition entre les composantes wallonnes et bruxelloises des partis belges francophones.

### Régionalisation de 1989
Ce n'est qu'en 1988 qu'un accord politique est trouvé, accord qui aboutit à la loi spéciale du 12 janvier 1989, relative aux institutions bruxelloises. Cette loi crée la Région de Bruxelles-Capitale, sur le territoire des 19 communes, et met en place ses organes législatif et exécutif. Par ailleurs, elle transfère à la région l'exercice des compétences de l'Agglomération et règle l'exercice des compétences communautaires en créant notamment les Commissions communautaires (Commission communautaire commune, Commission Communautaire Française et Vlaamse Gemeenschapscommissie).
Le 18 juin 1989, pour la première fois, les Bruxellois élisaient directement leurs représentants régionaux. Bruxelles constitue depuis lors une région à part entière, comparable aux régions flamande et wallonne, à la différence près qu'elle ne bénéficie pas (à l'instar de la Communauté germanophone de Belgique) du principe d'autonomie constitutive, ce qui signifie qu'elle ne peut pas fixer par décision de ses seules instances la composition de son parlement et de son gouvernement, ainsi que certaines règles de fonctionnement. De plus, contrairement aux autres régions et aux communautés, le Parlement de la Région de Bruxelles-Capitale adopte des ordonnances et non des décrets. Dans le droit belge, les ordonnances sont hiérarchiquement inférieures aux décrets régionaux, à savoir qu'elles n'ont pas strictement force de loi contrairement aux décrets. Ceci est une indication supplémentaire que le statut d'égalité n'est pas encore parfait entre Bruxelles-Capitale et les autres régions de Belgique : la Région flamande et la Région wallonne.

## Transports publics
Bruxelles est desservie par quatre grandes sociétés nationale ou régionales :
- la STIB (tram, métro et bus), société bruxelloise ;
- De Lijn (bus), société flamande ;
- le TEC (bus), société wallonne ;
- la SNCB (train), société fédérale.

## Communes

Région de Bruxelles-Capitale.

La région se compose de 19 communes, dont la ville de Bruxelles, la plus vaste d'entre elles, s’étend du centre au nord de l'agglomération et est entourée par les 18 autres. Comme on peut le voir sur la carte ci-contre, seules les sept communes bruxelloises suivantes n'ont pas de frontière commune avec la ville de Bruxelles (no 4) :
- Auderghem (2), Woluwé-Saint-Pierre (19) et Woluwé-Saint-Lambert (18) à l'est ;
- Forest (7) au sud-ouest ;
- Berchem-Sainte-Agathe (3), Ganshoren (8) et Koekelberg (11) au nord-ouest.

Géographiquement parlant, les 19 communes forment une seule et même agglomération dense en population. L'aire urbaine de Bruxelles n'est pas confinée aux limites administratives de la région de Bruxelles-Capitale car elle déborde largement sur la Région flamande limitrophe.
| Repère sur la carte | Commune                                                                 | Code postal                                         | Superficie (en km2) | Population (au 1/1/2009) | Population (au 1/1/2010) | Population (au 1/1/2016) | Population (au 1/1/2019) | Population (au 1/1/2020) | Évolution 2010-2020 | Δ%        |
| ------------------- | ----------------------------------------------------------------------- | --------------------------------------------------- | ------------------- | ------------------------ | ------------------------ | ------------------------ | ------------------------ | ------------------------ | ------------------- | --------- |
| 1                   | Anderlecht                                                              | 1070                                                | 17,74               | 101 371                  | 104 647                  | 116 494                  | 118 920                  | 120 009                  | 15 362              | + 14,68 % |
| 2                   | Auderghem                                                               | 1160                                                | 9,03                | 30 456                   | 30 811                   | 33 085                   | 33 970                   | 34 342                   | 3 531               | + 11,46 % |
| 3                   | Berchem-Sainte-Agathe                                                   | 1082                                                | 2,95                | 21 669                   | 22 185                   | 24 176                   | 25 195                   | 25 195                   | 3 010               | + 13,56 % |
| 4                   | Ville de Bruxelles : - Bruxelles - Laeken - Neder-Over-Heembeek - Haren | Plusieurs : - 1000, 1040, 1050 - 1020 - 1120 - 1130 | 32,61               | 153 377                  | 157 673                  | 176 512                  | 179 797                  | 183 287                  | 25 614              | + 16,24 % |
| 5                   | Etterbeek                                                               | 1040                                                | 3,15                | 43 512                   | 44 352                   | 47 023                   | 48 008                   | 48 194                   | 3 842               | + 8,66 %  |
| 6                   | Evere                                                                   | 1140                                                | 5,07                | 35 372                   | 35 803                   | 39 439                   | 41 588                   | 42 444                   | 6 641               | + 18,55 % |
| 7                   | Forest                                                                  | 1190                                                | 6,25                | 49 757                   | 50 258                   | 55 386                   | 55 925                   | 56 441                   | 6 183               | + 12,30 % |
| 8                   | Ganshoren                                                               | 1083                                                | 2,46                | 22 160                   | 22 589                   | 24 128                   | 24 817                   | 25 222                   | 2 633               | + 11,66 % |
| 9                   | Ixelles                                                                 | 1050                                                | 6,34                | 80 312                   | 80 183                   | 85 274                   | 86 675                   | 87 385                   | 7 202               | + 8,98 %  |
| 10                  | Jette                                                                   | 1090                                                | 5,04                | 45 637                   | 46 818                   | 51 387                   | 52 417                   | 52 459                   | 5 641               | + 12,05 % |
| 11                  | Koekelberg                                                              | 1081                                                | 1,17                | 19 380                   | 19 812                   | 21 558                   | 21 961                   | 21 886                   | 2 074               | + 10,47 % |
| 12                  | Molenbeek-Saint-Jean                                                    | 1080                                                | 5,89                | 85 735                   | 88 181                   | 95 861                   | 96 501                   | 97 365                   | 9 184               | + 10,41 % |
| 13                  | Saint-Gilles                                                            | 1060                                                | 2,52                | 45 712                   | 46 981                   | 50 024                   | 49 715                   | 49 094                   | 2 113               | + 4,50 %  |
| 14                  | Saint-Josse-ten-Noode                                                   | 1210                                                | 1,14                | 25 185                   | 26 338                   | 27 228                   | 27 087                   | 27 199                   | 861                 | + 3,27 %  |
| 15                  | Schaerbeek                                                              | 1030                                                | 8,14                | 118 275                  | 121 232                  | 131 375                  | 131 547                  | 131 548                  | 10 316              | + 8,51 %  |
| 16                  | Uccle                                                                   | 1180                                                | 22,91               | 77 336                   | 77 589                   | 81 699                   | 82 742                   | 83 631                   | 6 042               | + 7,79 %  |
| 17                  | Watermael-Boitsfort                                                     | 1170                                                | 12,93               | 24 166                   | 24 260                   | 24 614                   | 25 172                   | 25 318                   | 1 058               | + 4,38 %  |
| 18                  | Woluwe-Saint-Lambert                                                    | 1200                                                | 7,22                | 50 163                   | 50 749                   | 54 144                   | 54 144                   | 57 583                   | 6 834               | + 13,47 % |
| 19                  | Woluwe-Saint-Pierre                                                     | 1150                                                | 8,85                | 38 957                   | 39 077                   | 41 124                   | 41 789                   | 42 066                   | 2 989               | + 7,65 %  |
|                     | Totaux                                                                  |                                                     | 161,36              | 1 068 532                | 1 089 538                | 1 180 531                | 1 200 325                | 1 211 026                | 121 488             | + 11,15 % |

Certains francophones ne seraient pas défavorables à une fusion des 19 communes de Bruxelles, soit en une seule entité, soit en un nombre de communes ou districts moins nombreux, mais ils souhaiteraient dans ce cas que des garanties soient données en faveur d'une représentativité plus réelle des groupes linguistiques dans les nouvelles institutions. C'est pourquoi une telle réforme vers une fusion des communes bruxelloises, si elle est parfois jugée nécessaire, est très difficile à mettre en œuvre, car elle bute sur des résistances dans les deux communautés linguistiques, pour des raisons opposées.[réf. nécessaire]

## Population

### Évolution démographique depuis sa création
Elle comptait, au 1er janvier 2025, 1 255 795 habitants, soit une densité de 7 743,20  habitants/km² pour une superficie de 161,38 km2.
Le graphique suivant reprend sa population (x 1.000) résidente au 1er janvier de chaque année

### Population étrangère
| Nationalité                                           | Population |
| France                                                | 70 830     |
| Roumanie                                              | 46 594     |
| Italie                                                | 36 696     |
| Maroc                                                 | 33 166     |
| Espagne                                               | 32 455     |
| Portugal                                              | 19 031     |
| Pologne                                               | 18 365     |
| Ukraine                                               | 14 986     |
| Bulgarie                                              | 13 148     |
| Allemagne                                             | 11 539     |
| Syrie                                                 | 10 416     |
| Grèce                                                 | 10 197     |
| Turquie                                               | 8 740      |
| Pays-Bas                                              | 8 263      |
| Inde                                                  | 7 913      |
| République démocratique du Congo                      | 7 361      |
| Brésil                                                | 5 723      |
| Guinée                                                | 5 022      |
| Cameroun                                              | 4 466      |
| Royaume-Uni                                           | 4 327      |
| Source : IBSA Brussels, chiffres au 1er janvier 2024. |            |

### Population par origine
| Belges nés en Belgique                                                                                    | 607 446               | 63,7 %                      |
| Belges (de naissance) nés à l'étranger dont : République démocratique du Congo, Rwanda et Burundi         | 21 028 8 116          | 2,2 % (100 %) 38,6 %        |
| Immigrés naturalisés dont : France Maroc                                                                  | 36 938 6 348 3 022    | 3,9 % (100 %) 17,2 % 8,2 %  |
| Naturalisés de 2e et 3e génération (nés en Belgique) dont : France Maroc                                  | 17 045 2 757 2 522    | 1,8 % (100 %) 16,2 % 14,8 % |
| Non-naturalisés de 2e et 3e génération dont : Maroc                                                       | 87 987 37 300         | 9,2 % (100 %) 42,4 %        |
| Anciens immigrés (non naturalisés nés à l'étranger et vivant en Belgique en 1986) dont : Maroc Italie     | 123 411 35 138 16 027 | 12,9 % (100 %) 28,5 % 13 %  |
| Immigrés récents (non naturalisés nés à l'étranger et arrivés en Belgique après 1986) dont : France Maroc | 60 185 8 513 4 970    | 6,3 % (100 %) 14,1 % 8,3 %  |
| Total Bruxelles-Capitale                                                                                  | 954 040               | 100 %                       |

Selon une étude récente (La Libre Belgique, la RTBF et l’Université catholique de Louvain (UCLouvain), la part des immigrés non européens dépasse le 1/3 de la population[réf. nécessaire].
| Régions (01/01/2005) | Population totale | Personnes de confession musulmane | %     |
| -------------------- | ----------------- | --------------------------------- | ----- |
| Belgique             | 10 445 852        | 622 751                           | 5,5 % |
| Bruxelles-Capitale   | 1 006 749         | 256 220                           | 25 %  |
| Wallonie             | 3 395 942         | 136 596                           | 4,0 % |
| Flandre              | 6 043 161         | 229 935                           | 3,7 % |

Selon l'institut de la statistique  belge, en 2020, 74,3 % de la population de la région de Bruxelles-Capitale était d'origine étrangère en prenant en compte la nationalité de naissance  des parents et 41,8 % était d'origine extra-européenne (dont 28,7 % d'origine africaine). Chez les moins de 18 ans, 88 % étaient d’origine étrangère et 57 % d’origine extra-européenne (dont 42,4 % d'origine africaine).

### Situation linguistique actuelle

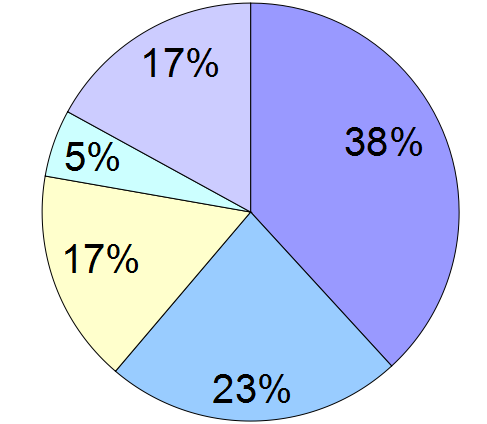
Langues parlées à la maison (Bruxelles-Capitale, 2013 – estimations)
Français
Français et langue étrangère
Néerlandais et français
Néerlandais
Autres langues

Cette région est officiellement bilingue (français et néerlandais) en raison de son statut de « région capitale » mais aussi de sa situation géographique particulière (enclave au sein de la Région flamande néerlandophone, néanmoins située à quelques kilomètres de la Région wallonne francophone). L'allemand, bien qu'également reconnu comme langue officielle de Belgique, ne bénéficie d'aucun statut linguistique au sein de la Région Bruxelles-Capitale. 
 La Région Bruxelles-Capitale est habitée par une majorité d'habitants ayant comme langue maternelle ou principale langue le français (environ 75 %), par une minorité de néerlandophones (entre 5 % et 10 %), et par une importante minorité d'allophones (entre 15 % et 20 %), ces derniers optant généralement pour le régime linguistique francophone. Cette minorité d'allophones comprend notamment les nombreux représentants des fonctionnaires internationaux (exemple : OTAN) et fonctionnaires de l'Union européenne, ainsi que leurs familles en provenance des pays de l'Union européenne ou appartenant aux multinationales et lobbys européens et extra-européens installés à Bruxelles. À ces derniers s'ajoutent les résidents étrangers issus non seulement des anciennes colonies belges (République démocratique du Congo (RDC), Rwanda et Burundi en Afrique noire), du Maghreb (notamment du Maroc), de Turquie, d'Amérique, d'Europe, d'Asie (Iran, Pakistan…), faisant de la Région un ensemble cosmopolite et multiethnique. Ces milieux assimilent le français, bien que l'anglais s'impose de manière croissante dans le monde des affaires. L'anglais, le turc, l'espagnol et l'arabe et le berbère parmi nombre d'autres langues, caractérisent une émigration récente d'émigrés.

## Politique

### Institutions régionales
Le gouvernement et le parlement bruxellois exercent leur pouvoir sur dix-neuf communes. On peut comparer les communes de Bruxelles aux arrondissements ou aux districts d'autres capitales. L'article 194 de la Constitution belge de 1831 désigne la commune centrale nommée « ville de Bruxelles » comme capitale de la Belgique. Mais, depuis la naissance de la région de Bruxelles-Capitale inscrite à l'article 4 de la révision constitutionnelle de 1994, on a assisté à l'installation de sièges de ministères fédéraux dans d'autres communes que la commune centrale, consacrant ainsi l'extension aux dix-neuf communes de la fonction de capitale de la Belgique. Ainsi, le Comité interministériel fédéral (CIPS) a son siège à 1060 Bruxelles, c'est-à-dire dans la commune de Saint-Gilles, et l'administration centrale du ministère fédéral de l'Emploi et du Travail est installée à 1070 Bruxelles, dans la commune d'Anderlecht. Cette évolution est conforme au titre officiel de l'ensemble des dix-neuf communes groupées dans un grand arrondissement électoral unique dénommé par la constitution belge Bruxelles-Capitale. Les administrations du gouvernement de Bruxelles-Capitale proprement dit sont également installées dans plusieurs communes.
Cependant, les dix-neuf communes ont chacune un bourgmestre, des échevins et un conseil communal qui disposent d'une autonomie interne en matière d'urbanisme, de culture et d'aide sociale, fruit de la tradition historique, alors que, par contre, dans le domaine budgétaire, elles sont soumises au contrôle centralisé du gouvernement et du parlement bruxellois, ce qui contribue à harmoniser la gestion des composantes de l'ensemble urbain. Le gouvernement bruxellois exerce aussi un pouvoir exclusif sur les transports en commun, les grandes voiries, la politique du logement, la lutte contre le chômage et il dispose même d'une capacité dans le domaine du commerce extérieur quand il s'agit de relations entre les entreprises bruxelloises et l'étranger.

### Réforme constitutionnelle
La réforme constitutionnelle de 2012, qui entre en vigueur en 2014, renforce la centralisation bruxelloise en dotant le gouvernement et le parlement bruxellois d'un pouvoir accru en matière sociale et dans le domaine urbanistique.
Le gouvernement et le parlement de la région bruxelloise exercent leurs compétences au sein du territoire de la région, où ils adoptent et appliquent des ordonnances à une population urbaine qui constitue un tout homogène nonobstant la répartition du territoire urbain en communes (que l'on peut comparer aux arrondissements parisiens, mais avec plus de pouvoirs locaux).
Le parlement bruxellois est constitué de 89 membres élus au suffrage universel par les habitants des 19 communes formant la Région. Parmi les 89 députés, 72 font partie du groupe linguistique français et 17 du groupe linguistique néerlandais. Chaque groupe siège par ailleurs séparément au sein de son assemblée respective : Assemblée de la Commission communautaire française (Parlement francophone bruxellois) et Assemblée de la Commission communautaire flamande (raad VGC). Le Gouvernement de la région de Bruxelles-Capitale est choisi par le Parlement pour une durée de cinq ans. Il est composé de cinq ministres et de trois secrétaires d'État.

### Nature et environnement
À Bruxelles-capitale, la nature représente 14 % de la superficie de la région urbaine régie par l'autorité supérieure bruxelloise, soit 2 300 hectares représentés principalement par la grande forêt de Soignes — qui pénètre dans la ville et qui est partagée avec les régions voisines sur près de 5 000 hectares — et par le bois de la Cambre, le parc de Laeken, le parc Roi Baudouin et les nombreux parcs et squares qui constellent la ville.
De nombreuses espèces animales et végétales habitent ces espaces verts, principalement dans la forêt de Soignes, des cerfs, des daims, des renards, diverses races de petits animaux, lapins, écureuils, belettes et les espèces de chauve-souris et d'oiseaux de l'Europe du Nord.
L'intégrité de l'ensemble des espaces verts bruxellois est classé site Natura 2000 constitué par l'Union européenne comme ensemble de sites désignés dans chaque état membre pour conserver la faune et la flore au sein d'un environnement socio-économique développé.

### Institutions communautaires
Bruxellois francophones et Bruxellois néerlandophones disposent de leurs propres institutions politiques et administratives, la Commission communautaire française (COCOF) pour les Francophones et la Vlaamse Gemeenschapscommissie (VGC) pour les néerlandophones. Les matières bi-communautaires, c'est-à-dire les matières qui ne peuvent être liées à une communauté linguistique particulière dans la région sont gérées par la Commission communautaire commune (COCOM).
Une école de Bruxelles, en tant qu'institution pédagogique, dépend soit de la Communauté française si l'école est francophone, soit de la Communauté flamande si elle est néerlandophone, et ceci tant pour ce qui est du salaire des enseignants qu'en ce qui concerne les programmes enseignés. C'est un compromis complexe, mais qui permet une cohabitation pacifique des deux cultures de ce pays.
Les compétences communautaires sont au nombre de trois : l'enseignement, la culture et les matières personnalisables. Pour l'enseignement et la culture, les établissements dont les activités sont francophones ou néerlandophones dépendent respectivement des communautés française et flamande. En ce qui concerne la culture, c'est le même raisonnement sauf qu'il existe des institutions dites « biculturelles » qui restent soumises à la compétence du pouvoir fédéral. Ce sont des institutions dont le rayonnement dépasse la Région de Bruxelles-Capitale comme les grands musées : musée des Beaux-Arts, musées royaux d'Art et d'Histoire (dits du Cinquantenaire) et leurs différents sites (porte de Hal, Pavillon Chinois, Tour Japonaise), Institut royal des Sciences naturelles de Belgique, musée royal de l'armée et d'histoire militaire, palais des Beaux-Arts, théâtre de l'Opéra royal (dit de la Monnaie), ainsi que le palais de Justice et les sièges de Justice de Paix, la justice étant un domaine strictement fédéral.
Pour les matières dites personnalisables dans la langue administrative, c'est-à-dire celles qui concernent la personne des citoyens -la santé et l'action sociale- c'est en fonction de leur organisation fondée sur l'une ou l'autre des deux langues officielles que la distinction s'opère. Les établissements qui ont une organisation néerlandophone dépendent de la Communauté flamande (la Commission communautaire flamande n'ayant pas reçu le pouvoir d'édicter des décrets). Les établissements qui ont une organisation francophone dépendent de la Communauté française ou de la Commission communautaire française (COCOF) pour les matières que la Communauté française a transférées à cette dernière.
Enfin, certains établissements ou institutions dépendent de la Commission communautaire commune (COCOM) lorsque, en raison de leur destination, ils ne peuvent être considérés exclusivement francophones ou néerlandophones, comme les hôpitaux publics ou privés qui n'ont pas fait le choix d'être exclusivement francophones ou néerlandophones. Certaines compétences territoriales concernant les citoyens ont été confiées à la COCOM, comme le contrôle des maladies infectieuses, la lutte contre le dopage ou plus récemment les allocations familiales. Au reste, vu le fait qu'il n'y a pas de sous-nationalité, tout citoyen peut s'adresser directement à la Commission communautaire commune. Mais il peut aussi librement recourir à des services exclusivement francophones ou néerlandophones, comme l'ONE (Office National de l'Enfance) ou son homologue Kind & Gezin (Enfant et Famille), indépendamment de sa propre langue, par exemple si un ressortissant d'une des deux cultures veut inscrire son enfant dans une institution dont la langue est différente de la sienne.

### Internet
La région a sa propre extension de nom de domaine sur Internet «.brussels ».

## Économie

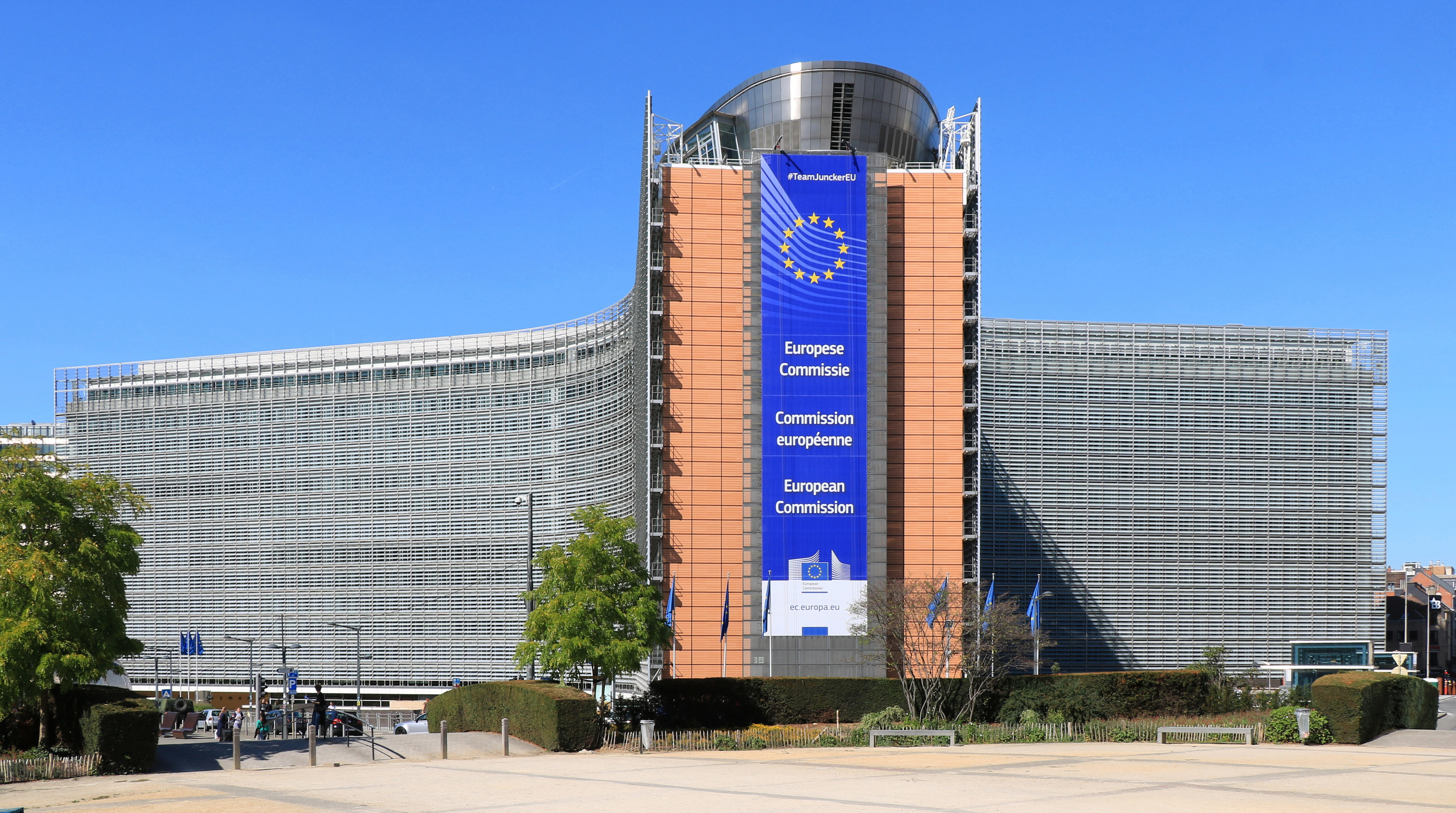
Siège de la Commission européenne à Bruxelles (bâtiment Berlaymont).

Bruxelles-Capitale est une ville de PME et d'industries tertiaires (commerces, hôtellerie), mais elle possède aussi des entreprises industrielles, Audi et la SABCA. Audi dans la commune de Forest (usine principale en dehors de l'Allemagne de la marque allemande de voitures de luxe) qui est installée dans l'ancienne usine Volkswagen ; la SABCA, d'abord du groupe Dassaut puis passée à Orizio (nouveau nom de Blueberry à partir de 2022), société dont le siège de Bruxelles et ses usines de Haren et de Gosselies (Charleroi), ont contribué à produire nombre d'avions civils et militaires depuis les années 1920. On peut y ajouter le port catégorisé port de mer et fluvial, qui occupe un nombre de travailleurs, près de 10 000 en comptant les emplois sous-traités, qui le classe dans la catégorie des entreprises industrielles. L'ensemble de l'industrie bruxelloise génère une constellation de sous-traitants directement rattachés à l'activité industrielle. La totalité du chiffre d'affaires généré par les entreprises de Bruxelles-Capitale place la ville en deuxième place derrière Anvers dans la statistique des places industrielles de Belgique.
Cependant, la vie sociale à Bruxelles-Capitale a révélé, dans le dernier quart du XXe siècle, un phénomène de dualisation et de paupérisation. Les personnes qui atteignent tout juste le taux de pauvreté, ou se situent plus bas, représentent 26 %, alors que le reste de la population est aisée et même riche. Les spécialistes constatent que des difficultés vont se poser dans les domaines du social et de l'éducation et tout indique que la région, en grande difficulté financière, fiscalement exsangue et géographiquement étouffée par le cadre institutionnel belge, ne pourra s'en sortir seule. Mais, depuis 2012, l'évolution de la réforme constitutionnelle -destinée à augmenter les pouvoirs des régions durant la législature 2014-2019- a apporté la perspective de pouvoirs accrus pour le gouvernement bruxellois qui va acquérir des ressources fiscales supplémentaires.
Fin septembre 2014, le taux de chômage à Bruxelles est de 21,2 % alors que, d'autre part, la présence d'une population à haut niveau de revenus constituées par les cadres des institutions européennes et de sociétés privées, notamment des lobbys, influence vers le haut la position de Bruxelles dans l'échelle de la richesse des villes européennes (deuxième derrière la zone centrale de Londres). Cela n'empêche pas les spécialistes de prévoir que des difficultés se poseront dans les domaines du social et de l'éducation et tout indique que la région restera dans une situation financière difficile, comme beaucoup de capitales, si elle ne peut compter sur un soutien suffisant de l'État belge. La contribution annuelle de l'état est justifiée par les frais considérables de police et de représentation officielle entraînés par la présence de nombreuses institutions internationales, ainsi que par les frais de fonctionnement et d'entretien des communications (routes, transports en commun) utilisées par des usagers de toute la Belgique, alors que la ville région de Bruxelles est enserrée dans un cadre géographique qui la prive des revenus fiscaux de ceux qui viennent y travailler en profitant des infrastructures urbaines, alors qu'ils payent leurs impôts dans les régions où ils habitent. Tout indique, compte tenu de l'accroissement de la population, qu'une des solutions est à rechercher dans le sens de celle qui prévaut à Berlin où les impôts des navetteurs (qui font la navette quotidienne entre la ville et leur résidence à l'extérieur) sont partiellement payés sur leur lieu de travail dans la ville même. Certains évoquent aussi un contrôle des naissances qui paraît impossible dans un état qui se veut démocratique comme la Belgique, ainsi que le relate un article du journal Le Monde.

## Hinterland économique
La région de Bruxelles-Capitale ne recouvre qu'une partie de la zone d'influence économique bruxelloise : l'autre partie « déborde » sur le territoire des deux autres régions du pays, d'une part dans la province du Brabant flamand, d'autre part dans la province du Brabant wallon. Cela lui confère la particularité d'avoir une partie de ses infrastructures gérée par les institutions d'autres régions (c'est le cas pour la section bruxelloise des réseaux de transport en commun « De Lijn » et « TEC » par exemple), et des infrastructures importantes se trouvent dans les deux autres régions (cas des aéroports, voir ci-dessous). Il y a donc deux cas à différencier : les infrastructures situées hors du territoire (logiquement gérées par les autres Régions) et celles situées sur le territoire de Bruxelles-Capitale.

### Aéroports
La Région bruxelloise ne dispose pas d'aéroports sur son territoire et ses institutions n'en gèrent aucun. La particularité de la Région est qu'elle est servie par deux aéroports situés en dehors de son territoire administratif. Par ailleurs, ce sont les deux principaux aéroports de Belgique :
- l'aéroport de Bruxelles-National, à douze kilomètres à l'est de la capitale (situé à Zaventem en Région flamande) ;
- l'aéroport de Charleroi Bruxelles-Sud, à environ quarante-cinq kilomètres au sud-ouest de la capitale (situé à Charleroi en Région wallonne).

Cette particularité s'explique par le fait que cette Région est dans les faits un petit territoire totalement urbanisé, qui, à l'instar de toutes les grandes villes du monde, n'a pas d'aéroport sur son propre territoire.

### Transports fluviaux
Bruxelles est dotée, depuis le XVIe siècle, d'un port de mer qui est devenu, au fur et à mesure des agrandissements à travers les siècles, le deuxième port intérieur belge grâce au canal maritime de Bruxelles à l'Escaut, appelé le canal de Willebroek, qui relie la capitale à Anvers via l'Escaut. Marchandises principales, les produits lourds en vrac, ciment, sable, pétrole. Les navires de mer jusqu'à 4 500 tonnes et les grands trains de péniches peuvent pénétrer profondément à l'intérieur du pays jusqu'à Bruxelles en évitant les ruptures et les transferts de charge entre Anvers et le centre de Bruxelles. Ainsi, en évitant les transbordements, aussi bien à la réception qu'à l'expédition des marchandises, on réalise une compression des coûts qui assure une position concurrentielle favorable aux entreprises bruxelloises dépendant du trafic maritime international et du trafic intérieur de batellerie. De plus, la liaison, au centre même de la capitale, du canal maritime de Willebroek avec le canal de Charleroi offre aux entreprises bruxelloises des possibilités de développer des liens nord-sud par le moyen de la batellerie circulant entre les Pays-Bas, Anvers, Bruxelles et la zone industrielle du Hainaut où la navigation peut accéder au réseau des canaux français grâce aux importants ouvrages d'art de Ronquières et des ascenseurs de Strépy-Bracquegnies. L'importance du trafic fluvial dans Bruxelles permet d'éviter l'équivalent routier de 740 000 camions par an, presque 2 000 par jour, ce qui, outre un allègement des embarras de circulation, représente une économie de dioxyde de carbone estimée à 51 545 tonnes par an.

### Gestion des infrastructures
Tandis que des infrastructures utilisées aussi par la population bruxelloise sont gérées par d'autres régions (ou par des institutions qui en émanent) quand elles se situent dans d'autres régions selon un principe de cohérence territoriale, cela peut aussi être le cas à l'intérieur même de la Région bruxelloise. La gestion des infrastructures situées en Région bruxelloise montre que ce n'est pas toujours Bruxelles-Capitale qui en a la responsabilité. Ainsi, les « sections bruxelloises » des lignes de transports De Lijn et TEC sont utilisées également par des Bruxellois, mais bien qu'elles se trouvent sur le territoire de la région-capitale elles ne sont pas gérée par elle. De même les infrastructures ferroviaires sont gérées par Infrabel, société de droit public appartenant à l'État belge, quel que soit leur emplacement dans le pays. Inversément, les lignes d'autobus et de tram de la Société des transports intercommunaux de Bruxelles (qui dépend de la Région bruxelloise) sont gérées par celle-ci y compris en ce qui concerne leurs prolongements en Région flamande vers Vilvorde, Brussels Airport, Tervuren, Linkebeek, Grand-Bigard etc.

## Enseignement
La population scolaire bruxelloise comptabilisait pour l'année scolaire 2010-2011 un total de 231 567 élèves (enseignement francophone et néerlandophone) : 55 299 en maternelle, 86 248 en primaire et 90 020 en secondaire. L’augmentation est continue depuis 2004 ; entre 2004-2005 et 2010-2011, elle est de 11 % en maternelle, 5 % en primaire et 3 % en secondaire. Au vu de l'accroissement régulier de la population à Bruxelles, l'Institut bruxellois de statistique et d'analyse prédit une augmentation de 22 700 élèves entre 2010 et 2015 et de 42 500 entre 2010 et 2020.
En plus de l'enseignement francophone et néerlandophone, on y trouve quatre écoles européennes, ainsi que des écoles privées tel le Lycée français d'Uccle ou encore des écoles éduquant selon les programmes allemand, anglais, etc. ouvertes à tous les habitants des pays membres de l'Union européenne.

L'enseignement bruxellois est couronné par plusieurs institutions universitaires : l'Université libre de Bruxelles et sa sœur laVrije Universiteit Brussel, l'Université Saint-Louis - Bruxelles, le secteur des sciences de la santé UCLouvain Bruxelles Woluwe (facultés de médecine et dentisterie, de pharmacie et sciences biomédicales et de santé publique) et la Faculté d'architecture, d'ingénierie architecturale, d'urbanisme (LOCI) de l'Université catholique de Louvain, ainsi que l'École Royale militaire. On y trouve de plus un enseignement supérieur artistique foisonnant, et une vingtaine de hautes écoles. 
Au total, de l'enseignement primaire jusqu'aux écoles européennes et aux universités et grandes écoles, l'enseignement bruxellois comptabilise 425 000 unités (2015-2016).
La plus ancienne école secondaire encore en activité de la région bruxelloise est Sacré-Cœur de Jette.

## Consommation énergétique
Dans la région de Bruxelles, le réseau de gaz et d'électricité est géré exclusivement par Sibelga. En 2009, la consommation de gaz était de 10 758 572 MWh et la consommation d'électricité de 5 342 042 MWh.
| Commune               | Consommation énergétique (MWh) | Consommation énergétique (MWh) | Consommation énergétique (MWh) | Consommation énergétique (MWh) | Consommation énergétique (MWh) | Consommation énergétique (MWh) |
| Commune               | Gaz                            | Gaz                            | Gaz                            | Électricité                    | Électricité                    | Électricité                    |
| Commune               | 2008                           | 2009                           | Δ%                             | 2008                           | 2009                           | Δ%                             |
| --------------------- | ------------------------------ | ------------------------------ | ------------------------------ | ------------------------------ | ------------------------------ | ------------------------------ |
| Anderlecht            | 937 269                        | 954 062                        | +1,79 %                        | 425 304                        | 453 824                        | +6,71 %                        |
| Auderghem             | 309 156                        | 319 573                        | +3,37 %                        | 135 407                        | 122 511                        | -9,52 %                        |
| Berchem-Sainte-Agathe | 167 381                        | 167 836                        | +0,27 %                        | 69 186                         | 66 932                         | -3,26 %                        |
| Bruxelles             | 2 403 058                      | 2 469 595                      | +2,77 %                        | 1 796 205                      | 1 755 466                      | -2,27 %                        |
| Etterbeek             | 387 627                        | 435 303                        | +12,3 %                        | 176 513                        | 199 456                        | +13,00 %                       |
| Evere                 | 296 037                        | 295 005                        | -0,35 %                        | 254 904                        | 243 273                        | -4,56 %                        |
| Forest                | 539 814                        | 507 256                        | -6,03 %                        | 150 433                        | 158 324                        | +5,25 %                        |
| Ganshoren             | 164 334                        | 170 044                        | +3,47 %                        | 53 914                         | 52 020                         | -3,51 %                        |
| Ixelles               | 794 749                        | 848 080                        | +6,71 %                        | 320 020                        | 371 271                        | +16,01 %                       |
| Jette                 | 386 558                        | 377 679                        | -2,30 %                        | 146 997                        | 130 577                        | -11,17 %                       |
| Koekelberg            | 114 234                        | 109 540                        | -4,11 %                        | 41 825                         | 50 301                         | +20,27 %                       |
| Molenbeek-Saint-Jean  | 486 210                        | 478 858                        | -1,51 %                        | 209 512                        | 214 695                        | +2,47 %                        |
| Saint-Gilles          | 393 827                        | 414 646                        | +5,29 %                        | 217 816                        | 197 581                        | -9,29 %                        |
| Saint-Josse-ten-Noode | 249 718                        | 256 436                        | +2,69 %                        | 231 432                        | 214 356                        | -7,38 %                        |
| Schaerbeek            | 825 678                        | 885 686                        | +7,27 %                        | 298 266                        | 363 807                        | +21,97 %                       |
| Uccle                 | 827 650                        | 870 960                        | +5,23 %                        | 263 834                        | 285 261                        | +8,12 %                        |
| Watermael-Boitsfort   | 307 542                        | 280 523                        | -8,79 %                        | 102 094                        | 98 915                         | -3,11 %                        |
| Woluwe-Saint-Lambert  | 540 788                        | 505 652                        | -6,50 %                        | 247 943                        | 240 165                        | -3,14 %                        |
| Woluwe-Saint-Pierre   | 379 803                        | 411 838                        | +8,43 %                        | 120 191                        | 123 307                        | +2,59 %                        |
| TOTAUX                | 10 511 433                     | 10 758 572                     | +2,35 %                        | 5 261 796                      | 5 342 042                      | +1,53 %                        |

## Sécurité et secours

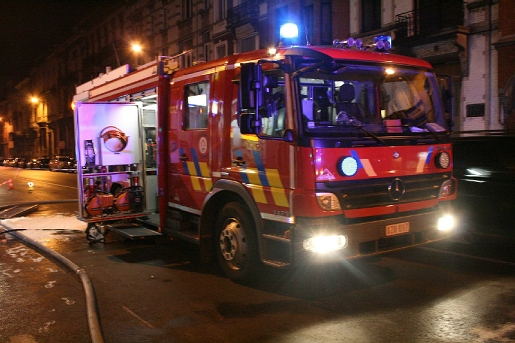
Une autopompe du Service d'incendie et d'aide médicale urgente de la région de Bruxelles-Capitale.

### Police
Les 19 communes de Bruxelles sont réparties en six zones de police, toutes bilingues (français/néerlandais) :
- 5339 ZP Bruxelles Capitale Ixelles : Bruxelles-ville et Ixelles ;
- 5340 ZP Bruxelles-Ouest : Molenbeek-Saint-Jean, Koekelberg, Jette, Ganshoren et Berchem-Sainte-Agathe ;
- 5341 ZP Midi : Anderlecht, Forest et Saint-Gilles ;
- 5342 ZP Uccle/Watermael-Boitsfort/Auderghem : Auderghem, Uccle et Watermael-Boitsfort ;
- 5343 ZP Montgomery : Etterbeek, Woluwe-Saint-Lambert et Woluwe-Saint-Pierre ;
- 5344 ZP Polbruno : Evere, Saint-Josse-ten-Noode et Schaerbeek.

### Pompiers
Le service des pompiers est, comme tout à Bruxelles, bilingue (français/néerlandais) et s'appelle le Service d'incendie et d'aide médicale urgente de la région de Bruxelles-Capitale (en néerlandais : Dienst voor brandbestrijding en dringende medische hulp van het Brussels Hoofdstedelijk Gewest). Il est généralement appelé par son abréviation SIAMU (DBDMH) et est sous la tutelle d'un secrétaire d'État de la Région de Bruxelles-Capitale. Il dispose d'environ 1 000 hommes, tous pompiers professionnels, et de 8 casernes reparties sur l'ensemble des 19 communes de Bruxelles.
Il est intégré en 2014 au système de zone de secours au vu de la réforme de la sécurité civile belge.

### Protection civile
La région de Bruxelles-Capitale ne dispose pas de caserne de la protection civile belge sur son territoire. La plus proche était celle de Liedekerke, dans le Brabant flamand. L'arrêté royal du 8 octobre 2017 publié au Moniteur Belge du 16 octobre 2017 dispose qu'il n'y a plus que deux unités opérationnelles en Belgique, l'une à Brasschaat à plus de 50 km et l'autre à Crisnée à environ 80 km.